# Haiti i olympiska sommarspelen 2000
Haiti deltog i de olympiska sommarspelen 2000 med en trupp bestående av fem deltagare, tre män och två kvinnor, men ingen av landets deltagare erövrade någon medalj.

## Friidrott
Herrarnas 400 meter
- Gerald Clervil
  - Omgång 1 — 46.69 (→ gick inte vidare)

Herrarnas 110 meter häck
- Dudley Dorival
  - Omgång 1 — 13.33
  - Omgång 2 — 13.49
  - Semifinal — 13.35
  - Final — 13.49 (→ 7:e plats)

Damernas 100 meter häck
- Nadine Faustin
  - Omgång 1 — 13.13
  - Omgång 2 — 13.25 (→ gick inte vidare)

## Judo
Herrarnas lättvikt (-73 kg)
- Ernst Laraque
  - Omgång 1 — Förlorade mot Vsevolods Zeļonijs från Lettland (→ gick inte vidare)

## Tennis
| Spelare        | Gren      | Omgång 1                        | Omgång 2          | Åttondelsfinaler  | Kvartsfinaler     | Semifinaler       | Final / BM        | Final / BM       |
| Spelare        | Gren      | Motståndare Poäng               | Motståndare Poäng | Motståndare Poäng | Motståndare Poäng | Motståndare Poäng | Motståndare Poäng | Placering        |
| -------------- | --------- | ------------------------------- | ----------------- | ----------------- | ----------------- | ----------------- | ----------------- | ---------------- |
| Neyssa Etienne | Damsingel | Silvija Talaja (CRO) L 1–6, 0–6 | Gick inte vidare  | Gick inte vidare  | Gick inte vidare  | Gick inte vidare  | Gick inte vidare  | Gick inte vidare |